# Antemúsia
Antemúsia (en llatí Anthemusia, en grec antic Ἀνθεμουσία) va ser un petit poble de Mesopotàmia annexionat a Síria amb centre a Batnes, al sud d'Edessa, governat per filarques. Tàcit diu que va ser una colònia de Macedònia en aquell país. Segons Isidor de Carax estava situada a 320 estadis d'Apamea prop del riu Eufrates, a la via que anava de Selèucia al Tigris.
Es diu que Tiridates III de Pàrtia va rebre la submissió d'Antemúsia, Niképhorion i altres ciutats fundades també pels macedonis i que mantenien els seus noms grecs. Això va ser possible perquè els seus habitants detestaven la crueltat d'Artaban III de Pàrtia, d'origen escita, i esperaven que Tiridates, per la seva formació romana, fos un rei més benèvol.
Tiridates va tenir mol poc temps la ciutat sota el seu domini, perquè Artaban va dirigir contra ella un exèrcit escita. Més tard, Artaban es va veure obligat a establir un tractat de pau amb Luci Vitel·li, pare del futur emperador Vitel·li, que era governador de Síria.